# Exeter City Football Club
L'Exeter City Football Club, meglio noto come Exeter City, è una società calcistica inglese con sede nella città di Exeter. Gioca le partite casalinghe al St James Park e oggi milita in Football League One, la terza divisione del calcio inglese.

## Storia
Il club nacque nel 1904 dalla fusione di Exeter United e St Sidwell's United.
Nel 1914 giocò allo Stadio das Laranjerias di Rio de Janeiro con la nazionale brasiliana di calcio la prima partita nella storia della selezione sudamericana, che vinse per 2-0. I principali rivali sono i vicini cittadini del Plymouth Argyle, dove danno luogo al famoso West Country Derby, uno dei derby più accesi di tutta l'Inghilterra.
Il club pur avendo trascorso svariati decenni nei campionati della Football League non è mai andato oltre la terza divisione: per questo motivo, il miglior piazzamento mai ottenuto è il secondo posto in Third Division South nel campionato 1932-1933, a 4 punti di distacco dal Brentford vincitore del campionato e promosso in seconda divisione. Inoltre, tra il 1920 (anno in cui è stato tra i membri fondatori della Third Division) ed il 2003 ha giocato ininterrottamente nei campionati della Football League (in terza divisione tra il 1920 ed il 1958, anno in cui è stato uno dei membri fondatori della neonata Fourth Division, e poi alternativamente tra queste due categorie tra il 1958 ed il 2003). Tra il 2003 ed il 2008 ha trascorso cinque stagioni consecutive in Conference League Premier, campionato da cui è stato promosso vincendo i play-off nel campionato 2007-2008, dopo che l'anno precedente era stato finalista perdente. Dopo un'altra promozione, ha giocato in terza divisione dal 2009 al 2012, anno in cui è tornato in quarta divisione, categoria nella quale tra il 2012 ed il 2020 ha perso tre finali play-off (più precisamente nei campionati 2016-2017, 2017-2018 e 2019-2020).
Nella stagione 2005-2006 ha raggiunto la semifinale di FA Trophy, mentre nelle stagioni 1992-1993, 1999-2000, 2010-2011 e 2019-2020 ha raggiunto le semifinali di Football League Trophy. Il miglior risultato mai ottenuto dal club in FA Cup è invece la qualificazione ai quarti di finale, centrata nelle edizioni 1930-1931 e 1980-1981. Nella Football League Two 2021-2022 si classifica seconda e conquista, dopo undici anni di assenza, l'accesso alla Football League One 2022-2023.

## Allenatori
- Norman Dodgin (1953-1958)
- Frank Broome (1959-1960)
- Frank Broome (1967-1969)
- Johnny Newman (1969-1976)
- Bobby Saxton (1977-1979)
- Brian Godfrey (1979-1983)
- Gerry Francis (1983-1984)
- Colin Appleton (1985-1987)
- Terry Cooper (1988-1991)
- James Alan Ball (1991-1994)
- Terry Cooper (1994-1995)
- Peter Fox (1995-2000)
- John Cornforth (2000-2001)
- Eamonn Dolan (2002)
- Gary Peters (2003)
- Paul Tisdale (2006-2018)
- Matt Taylor (2018-2022)
- Gary Caldwell (2022-)

## Palmarès

### Competizioni nazionali
- Campionato inglese di quarta divisione: 1

1989-1990
- Football League Third Division South Cup: 1

1933-1934

### Competizioni regionali
- Devon St. Luke's Challenge Cup: 22

### Altri piazzamenti
- Campionato inglese di quarta divisione:

Secondo posto: 1976-1977, 2008-2009, 2021-2022
Promozione: 1963-1964

## Organico

### Rosa 2024-2025
Rosa aggiornata al 17 dicembre 2024
| N. |                        | Ruolo | Calciatore       |
| -- | ---------------------- | ----- | ---------------- |
| 2  | Inghilterra (bandiera) | D     | Ben Purrington   |
| 3  | Scozia (bandiera)      | D     | Zak Jules        |
| 4  | Inghilterra (bandiera) | D     | Will Aimson      |
| 5  | Inghilterra (bandiera) | D     | Alex Hartridge   |
| 6  | Inghilterra (bandiera) | C     | Tom Carroll      |
| 7  | Inghilterra (bandiera) | C     | Demetri Mitchell |
| 8  | Inghilterra (bandiera) | C     | Ryan Woods       |
| 10 | Zimbabwe (bandiera)    | C     | Admiral Muskwe   |
| 12 | Inghilterra (bandiera) | C     | Reece Cole       |
| 13 | Suriname (bandiera)    | C     | Yanic Wildschut  |
| 14 | Finlandia (bandiera)   | C     | Ilmari Niskanen  |
| 16 | Inghilterra (bandiera) | C     | Harry Kite       |
| 17 | Australia (bandiera)   | C     | Caleb Watts      |
| 19 | Inghilterra (bandiera) | A     | Sonny Cox        |
| 20 | Galles (bandiera)      | C     | Luke Harris      |
| 21 | Inghilterra (bandiera) | C     | Dion Rankine     |

| N. |                             | Ruolo | Calciatore       |
| -- | --------------------------- | ----- | ---------------- |
| 23 | Svizzera (bandiera)         | C     | Kyle Taylor      |
| 24 | Inghilterra (bandiera)      | D     | Jack Fitzwater   |
| 25 | Irlanda (bandiera)          | C     | Millenic Alli    |
| 26 | Irlanda (bandiera)          | D     | Pierce Sweeney   |
| 27 | Irlanda del Nord (bandiera) | A     | Josh Magennis    |
| 29 | Gambia (bandiera)           | C     | Mustapha Carayol |
| 30 | Inghilterra (bandiera)      | P     | Shaun MacDonald  |
| 31 | Kenya (bandiera)            | C     | Vincent Harper   |
| 33 | Inghilterra (bandiera)      | P     | Gary Woods       |
| 34 | Inghilterra (bandiera)      | C     | Gabe Billington  |
| 35 | Inghilterra (bandiera)      | C     | Joe O'Connor     |
| 38 | Inghilterra (bandiera)      | C     | Max Edgecombe    |
| 39 | Inghilterra (bandiera)      | D     | Cheick Diabaté   |
| 45 | Irlanda (bandiera)          | C     | Charlie Cummins  |
| 47 | Inghilterra (bandiera)      | C     | Jake Richards    |

### Rosa 2023-2024
Rosa aggiornata al 12 ottobre 2023
| N. |                        | Ruolo | Calciatore       |
| -- | ---------------------- | ----- | ---------------- |
| 2  | Inghilterra (bandiera) | D     | Ben Purrington   |
| 3  | Scozia (bandiera)      | D     | Zak Jules        |
| 4  | Inghilterra (bandiera) | D     | Will Aimson      |
| 5  | Inghilterra (bandiera) | D     | Alex Hartridge   |
| 6  | Inghilterra (bandiera) | C     | Tom Carroll      |
| 7  | Inghilterra (bandiera) | C     | Demetri Mitchell |
| 8  | Inghilterra (bandiera) | C     | Ryan Woods       |
| 10 | Zimbabwe (bandiera)    | C     | Admiral Muskwe   |
| 12 | Inghilterra (bandiera) | C     | Reece Cole       |
| 13 | Suriname (bandiera)    | C     | Yanic Wildschut  |
| 14 | Finlandia (bandiera)   | C     | Ilmari Niskanen  |
| 16 | Inghilterra (bandiera) | C     | Harry Kite       |
| 17 | Australia (bandiera)   | C     | Caleb Watts      |
| 19 | Inghilterra (bandiera) | A     | Sonny Cox        |
| 20 | Galles (bandiera)      | C     | Luke Harris      |
| 21 | Inghilterra (bandiera) | C     | Dion Rankine     |

| N. |                        | Ruolo | Calciatore      |
| -- | ---------------------- | ----- | --------------- |
| 23 | Svizzera (bandiera)    | C     | Kyle Taylor     |
| 24 | Inghilterra (bandiera) | D     | Jack Fitzwater  |
| 25 | Irlanda (bandiera)     | C     | Millenic Alli   |
| 26 | Irlanda (bandiera)     | D     | Pierce Sweeney  |
| 27 | Sudan (bandiera)       | A     | Mo Eisa         |
| 29 | Scozia (bandiera)      | C     | Jack Aitchison  |
| 30 | Inghilterra (bandiera) | P     | Shaun MacDonald |
| 31 | Kenya (bandiera)       | C     | Vincent Harper  |
| 33 | Inghilterra (bandiera) | P     | Gary Woods      |
| 34 | Inghilterra (bandiera) | C     | Gabe Billington |
| 35 | Inghilterra (bandiera) | C     | Joe O'Connor    |
| 38 | Inghilterra (bandiera) | C     | Max Edgecombe   |
| 39 | Inghilterra (bandiera) | D     | Cheick Diabaté  |
| 45 | Irlanda (bandiera)     | C     | Charlie Cummins |
| 47 | Inghilterra (bandiera) | C     | Jake Richards   |

### Rosa 2022-2023
Rosa aggiornata al 26 gennaio 2023

### Rosa 2021-2022
Rosa aggiornata al 18 gennaio 2022

### Rosa 2020-2021
Rosa aggiornata al 15 dicembre 2020
| N. |                             | Ruolo | Calciatore       |
| -- | --------------------------- | ----- | ---------------- |
| 1  | Inghilterra (bandiera)      | P     | Lewis Ward       |
| 2  | Irlanda (bandiera)          | D     | Jake Caprice     |
| 3  | Inghilterra (bandiera)      | C     | Jack Sparkes     |
| 4  | Francia (bandiera)          | C     | Nigel Atangana   |
| 6  | Irlanda del Nord (bandiera) | D     | Rory McArdle     |
| 7  | Inghilterra (bandiera)      | C     | Nicky Law        |
| 8  | Galles (bandiera)           | C     | Jake Taylor      |
| 10 | Inghilterra (bandiera)      | A     | Archie Collins   |
| 11 | Inghilterra (bandiera)      | C     | Randell Williams |
| 12 | Inghilterra (bandiera)      | A     | Ryan Bowman      |
| 14 | Inghilterra (bandiera)      | C     | Joel Randall     |
| 15 | Inghilterra (bandiera)      | D     | Tom Parkes       |
| 17 | Inghilterra (bandiera)      | A     | Matt Jay         |
| 18 | Inghilterra (bandiera)      | A     | Alex Fisher      |

| N. |                        | Ruolo | Calciatore       |
| -- | ---------------------- | ----- | ---------------- |
| 19 | Inghilterra (bandiera) | A     | Tristan Abrahams |
| 21 | Inghilterra (bandiera) | D     | Dean Moxey       |
| 22 | Inghilterra (bandiera) | P     | Chris Weale      |
| 23 | Inghilterra (bandiera) | D     | Luke Croll       |
| 25 | Inghilterra (bandiera) | A     | Nicky Ajose      |
| 26 | Irlanda (bandiera)     | D     | Pierce Sweeney   |
| 29 | Inghilterra (bandiera) | C     | Harry Kite       |
| 31 | Inghilterra (bandiera) | D     | Jordan Dyer      |
| 34 | Inghilterra (bandiera) | D     | Alex Hartridge   |
| 35 | Inghilterra (bandiera) | A     | Ben Seymour      |
| 39 | Galles (bandiera)      | D     | Troy Brown       |
| 41 | Inghilterra (bandiera) | C     | Will Dean        |
| 44 | Inghilterra (bandiera) | C     | Hiram Boateng    |

### Rosa 2019-2020
Rosa aggiornata al 10 gennaio 2020
| N. |                        | Ruolo | Calciatore      |
| -- | ---------------------- | ----- | --------------- |
| 1  | Inghilterra (bandiera) | P     | Christy Pym     |
| 2  | Irlanda (bandiera)     | D     | Pierce Sweeney  |
| 3  | Inghilterra (bandiera) | D     | Craig Woodman   |
| 4  | Irlanda (bandiera)     | D     | Dara O'Shea     |
| 5  | Inghilterra (bandiera) | D     | Aaron Martin    |
| 6  | Inghilterra (bandiera) | D     | Jordan Tillson  |
| 7  | Inghilterra (bandiera) | C     | Lee Martin      |
| 8  | Inghilterra (bandiera) | C     | Nicky Law       |
| 10 | Inghilterra (bandiera) | C     | Lee Holmes      |
| 11 | Inghilterra (bandiera) | A     | Jayden Stockley |
| 13 | Guernsey (bandiera)    | P     | James Hamon     |
| 14 | Barbados (bandiera)    | A     | Jonathan Forte  |
| 17 | Inghilterra (bandiera) | A     | Matt Jay        |
| 18 | Australia (bandiera)   | D     | James Oates     |

| N. |                        | Ruolo | Calciatore       |
| -- | ---------------------- | ----- | ---------------- |
| 19 | Inghilterra (bandiera) | A     | Tristan Abrahams |
| 21 | Inghilterra (bandiera) | D     | Dean Moxey       |
| 22 | Inghilterra (bandiera) | P     | Chris Weale      |
| 23 | Inghilterra (bandiera) | D     | Luke Croll       |
| 24 | Irlanda (bandiera)     | C     | Chiedozie Ogbene |
| 25 | Galles (bandiera)      | C     | Jake Taylor      |
| 27 | Inghilterra (bandiera) | A     | Archie Collins   |
| 29 | Inghilterra (bandiera) | C     | Harry Kite       |
| 31 | Inghilterra (bandiera) | C     | Jack Sparkes     |
| 34 | Inghilterra (bandiera) | D     | Alex Hartridge   |
| 35 | Inghilterra (bandiera) | A     | Ben Seymour      |
| 39 | Galles (bandiera)      | D     | Troy Brown       |
| 41 | Inghilterra (bandiera) | C     | Will Dean        |
| 44 | Inghilterra (bandiera) | C     | Hiram Boateng    |

### Rosa 2018-2019
Rosa aggiornata all'8 ottobre 2018
| N. |                        | Ruolo | Calciatore      |
| -- | ---------------------- | ----- | --------------- |
| 1  | Inghilterra (bandiera) | P     | Christy Pym     |
| 2  | Irlanda (bandiera)     | D     | Pierce Sweeney  |
| 3  | Inghilterra (bandiera) | D     | Craig Woodman   |
| 4  | Irlanda (bandiera)     | D     | Dara O'Shea     |
| 5  | Inghilterra (bandiera) | D     | Aaron Martin    |
| 6  | Inghilterra (bandiera) | D     | Jordan Tillson  |
| 7  | Inghilterra (bandiera) | C     | Lee Martin      |
| 8  | Inghilterra (bandiera) | C     | Nicky Law       |
| 10 | Inghilterra (bandiera) | C     | Lee Holmes      |
| 11 | Inghilterra (bandiera) | A     | Jayden Stockley |
| 13 | Guernsey (bandiera)    | P     | James Hamon     |
| 14 | Barbados (bandiera)    | A     | Jonathan Forte  |
| 17 | Inghilterra (bandiera) | A     | Matt Jay        |
| 18 | Australia (bandiera)   | D     | James Oates     |

| N. |                        | Ruolo | Calciatore       |
| -- | ---------------------- | ----- | ---------------- |
| 19 | Inghilterra (bandiera) | A     | Tristan Abrahams |
| 21 | Inghilterra (bandiera) | D     | Dean Moxey       |
| 22 | Inghilterra (bandiera) | P     | Chris Weale      |
| 23 | Inghilterra (bandiera) | D     | Luke Croll       |
| 24 | Irlanda (bandiera)     | C     | Chiedozie Ogbene |
| 25 | Galles (bandiera)      | C     | Jake Taylor      |
| 27 | Inghilterra (bandiera) | A     | Archie Collins   |
| 29 | Inghilterra (bandiera) | C     | Harry Kite       |
| 31 | Inghilterra (bandiera) | C     | Jack Sparkes     |
| 34 | Inghilterra (bandiera) | D     | Alex Hartridge   |
| 35 | Inghilterra (bandiera) | A     | Ben Seymour      |
| 39 | Galles (bandiera)      | D     | Troy Brown       |
| 41 | Inghilterra (bandiera) | C     | Will Dean        |
| 44 | Inghilterra (bandiera) | C     | Hiram Boateng    |

### Rosa 2017-2018
Rosa aggiornata al 2 settembre 2017
| N. |                             | Ruolo | Calciatore              |
| -- | --------------------------- | ----- | ----------------------- |
| 1  | Inghilterra (bandiera)      | P     | Christy Pym             |
| 2  | Irlanda (bandiera)          | D     | Pierce Sweeney          |
| 3  | Inghilterra (bandiera)      | D     | Craig Woodman           |
| 4  | Galles (bandiera)           | C     | Lloyd James             |
| 5  | Inghilterra (bandiera)      | D     | Troy Archibald-Henville |
| 6  | Inghilterra (bandiera)      | D     | Jordan Tillson          |
| 7  | Inghilterra (bandiera)      | C     | Ryan Harley             |
| 8  | Inghilterra (bandiera)      | A     | Robbie Simpson          |
| 10 | Inghilterra (bandiera)      | C     | Lee Holmes              |
| 11 | Inghilterra (bandiera)      | A     | Jayden Stockley         |
| 12 | Inghilterra (bandiera)      | P     | Paul Jones              |
| 13 | Guernsey (bandiera)         | P     | James Hamon             |
| 14 | Inghilterra (bandiera)      | A     | Ryan Brunt              |
| 15 | Inghilterra (bandiera)      | D     | Jordan Moore-Taylor     |
| 18 | Irlanda del Nord (bandiera) | D     | Danny Seaborne          |
| 19 | Irlanda (bandiera)          | A     | Liam McAlinden          |
| 20 | Inghilterra (bandiera)      | A     | Matt Jay                |

| N. |                        | Ruolo | Calciatore     |
| -- | ---------------------- | ----- | -------------- |
| 21 | Inghilterra (bandiera) | D     | Dean Moxey     |
| 22 | Inghilterra (bandiera) | D     | Kane Wilson    |
| 23 | Inghilterra (bandiera) | D     | Luke Croll     |
| 24 | Inghilterra (bandiera) | C     | Alex Byrne     |
| 25 | Galles (bandiera)      | C     | Jake Taylor    |
| 27 | Inghilterra (bandiera) | A     | Archie Collins |
| 28 | Inghilterra (bandiera) | C     | Kyle Edwards   |
| 31 | Inghilterra (bandiera) | C     | Jack Sparkes   |
| 32 | Inghilterra (bandiera) | P     | Lewis Williams |
| 33 | Inghilterra (bandiera) | A     | Ryan Loft      |
| 34 | Inghilterra (bandiera) | D     | Alex Hartridge |
| 35 | Inghilterra (bandiera) | A     | Ben Seymour    |
| 38 | Inghilterra (bandiera) | C     | Jordan Storey  |
| 39 | Galles (bandiera)      | D     | Troy Brown     |
| 40 | Galles (bandiera)      | C     | Max Smallcombe |
| 44 | Inghilterra (bandiera) | C     | Hiram Boateng  |

### Rosa 2016-2017
Rosa aggiornata al 2 marzo 2017
| N. |                             | Ruolo | Calciatore              |
| -- | --------------------------- | ----- | ----------------------- |
| 1  | Austria (bandiera)          | P     | Bobby Olejnik           |
| 2  | Inghilterra (bandiera)      | C     | Tom McCready            |
| 3  | Inghilterra (bandiera)      | D     | Craig Woodman           |
| 4  | Galles (bandiera)           | C     | Lloyd James             |
| 5  | Inghilterra (bandiera)      | D     | Troy Archibald-Henville |
| 6  | Inghilterra (bandiera)      | D     | Jordan Tillson          |
| 7  | Inghilterra (bandiera)      | C     | Ryan Harley             |
| 8  | Inghilterra (bandiera)      | C     | Robbie Simpson          |
| 10 | Inghilterra (bandiera)      | C     | Lee Holmes              |
| 11 | Inghilterra (bandiera)      | C     | David Wheeler           |
| 12 | Giamaica (bandiera)         | C     | Joel Grant              |
| 14 | Inghilterra (bandiera)      | C     | Alex Nicholls           |
| 15 | Inghilterra (bandiera)      | D     | Jordan Moore-Taylor     |
| 16 | Inghilterra (bandiera)      | A     | Matt Oakley             |
| 18 | Irlanda del Nord (bandiera) | A     | Jamie Reid              |
| 19 | Irlanda (bandiera)          | A     | Liam McAlinden          |

| N. |                        | Ruolo | Calciatore        |
| -- | ---------------------- | ----- | ----------------- |
| 20 | Inghilterra (bandiera) | A     | Matt Jay          |
| 21 | Inghilterra (bandiera) | P     | James Hamon       |
| 22 | Irlanda (bandiera)     | A     | Ryan Swan         |
| 23 | Inghilterra (bandiera) | D     | Connor Riley-Lowe |
| 24 | Inghilterra (bandiera) | C     | Alex Byrne        |
| 25 | Galles (bandiera)      | C     | Jake Taylor       |
| 29 | Inghilterra (bandiera) | D     | Luke Croll        |
| 30 | Inghilterra (bandiera) | P     | Christy Pym       |
| 31 | Irlanda (bandiera)     | D     | Pierce Sweeney    |
| 33 | Inghilterra (bandiera) | A     | Reuben Reid       |
| 35 | Inghilterra (bandiera) | D     | Nick Grimes       |
| 36 | Inghilterra (bandiera) | D     | Kyle Egan         |
| 37 | Inghilterra (bandiera) | C     | Jack Stacey       |
| 38 | Inghilterra (bandiera) | C     | Jordan Storey     |
| 39 | Galles (bandiera)      | D     | Troy Brown        |
|    | Inghilterra (bandiera) | C     | Toby Down         |

### Rosa 2015-2016
Rosa aggiornata al 2 marzo 2016
| N. |                             | Ruolo | Calciatore          |
| -- | --------------------------- | ----- | ------------------- |
| 1  | Austria (bandiera)          | P     | Bobby Olejnik       |
| 2  | Inghilterra (bandiera)      | D     | Danny Butterfield   |
| 3  | Inghilterra (bandiera)      | D     | Craig Woodman       |
| 4  | Inghilterra (bandiera)      | C     | David Noble         |
| 5  | Scozia (bandiera)           | D     | Jamie McAllister    |
| 6  | Galles (bandiera)           | D     | Christian Ribeiro   |
| 7  | Inghilterra (bandiera)      | C     | Ryan Harley         |
| 8  | Inghilterra (bandiera)      | C     | Matt Oakley         |
| 10 | Inghilterra (bandiera)      | C     | Lee Holmes          |
| 11 | Galles (bandiera)           | C     | Arron Davies        |
| 13 | Irlanda (bandiera)          | A     | Clinton Morrison    |
| 14 | Inghilterra (bandiera)      | C     | Alex Nicholls       |
| 15 | Inghilterra (bandiera)      | D     | Jordan Moore-Taylor |
| 16 | Inghilterra (bandiera)      | A     | Will Hoskins        |
| 18 | Irlanda del Nord (bandiera) | A     | Jamie Reid          |

| N. |                        | Ruolo | Calciatore        |
| -- | ---------------------- | ----- | ----------------- |
| 19 | Inghilterra (bandiera) | C     | Emmanuel Oyeleke  |
| 21 | Inghilterra (bandiera) | P     | James Hamon       |
| 22 | Inghilterra (bandiera) | C     | David Wheeler     |
| 23 | Inghilterra (bandiera) | C     | Tom McCready      |
| 24 | Inghilterra (bandiera) | C     | Alex Byrne        |
| 25 | Inghilterra (bandiera) | D     | Connor Riley-Lowe |
| 26 | Inghilterra (bandiera) | D     | Jordan Tillson    |
| 27 | Inghilterra (bandiera) | A     | Matt Jay          |
| 29 | Inghilterra (bandiera) | A     | Ollie Watkins     |
| 30 | Inghilterra (bandiera) | P     | Christy Pym       |
| 31 | Giamaica (bandiera)    | C     | Joel Grant        |
| 33 | Inghilterra (bandiera) | A     | Jayden Stockley   |
| 38 | Galles (bandiera)      | C     | Jake Taylor       |
| 39 | Galles (bandiera)      | D     | Troy Brown        |

### Rose delle stagioni precedenti
- 2009-2010
- 2013-2014
- 2014-2015